# 김찬우 (바둑 기사)
김찬우(金燦佑, 1972년 4월 8일 ~ )는 대한민국의 바둑 기사이다.

## 약력
대원고 1학년 재학 시절 바둑에 입문하여 아마5단  실력으로, 89년 5월 연구생에 들어가 바둑에 충실하기위해 학교를 중퇴했다. 서울반포초등학교 특활반 바둑강사로 출강했다. 생전 故 권갑용 9단 문하로 B조반 지도사범이었다. 1997년 31기 아마국수전에서 우승했고, 제16회 세실배 전국아마추어 바둑선수권대회 8강에 진출했다. 1998년 제20회 세계아마바둑선수권대회에서 우승했다. 1999년 프로 바둑에 입단했다. 2000년 제35기 패왕전 본선에 진출했으며, 2004년 제1기 전자랜드배 왕중왕전 백호부 8강에 올랐다. 2008년 5단을 거쳐 2013년 5월에 6단으로 승단했고, 2016년 제10회 지지옥션배 본선에 진출했다.